# Ilya Lantratov
Bản mẫu:Eastern Slavic name
Ilya Valeryevich Lantratov (tiếng Nga: Илья Валерьевич Лантратов; sinh ngày 11 tháng 11 năm 1995) là một cầu thủ bóng đá người Nga. Anh thi đấu cho F.K. Baltika Kaliningrad.

## Sự nghiệp câu lạc bộ
Anh ra mắt chuyên nghiệp tại Giải bóng đá chuyên nghiệp quốc gia Nga cho F.K. Lokomotiv-2 Moskva vào ngày 22 tháng 4 năm 2014 trong trận đấu với FC Dolgoprudny.